# Eupelmus limneriae
Eupelmus limneriae är en stekelart som beskrevs av Howard 1897. Eupelmus limneriae ingår i släktet Eupelmus och familjen hoppglanssteklar. Inga underarter finns listade i Catalogue of Life.